# آبشار کیل‌فوسن
آبشار کیل‌فوسن (به نروژی: Kjelfossen) آبشاری است در کشور نروژ که ۷۵۵ متر ارتفاع دارد.  این آبشار هیجدهمین آبشار بلند جهان است.

## نگارخانه

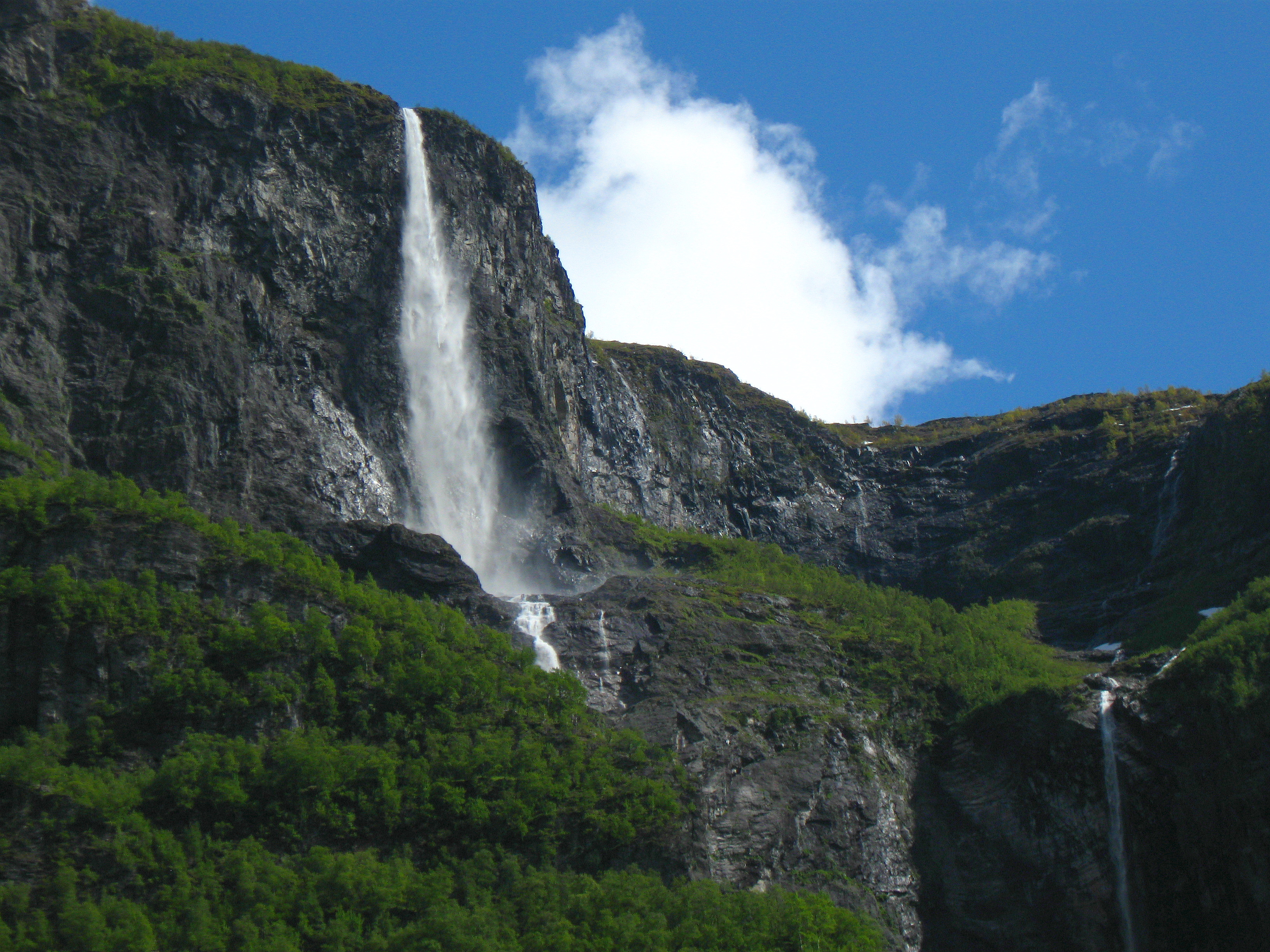
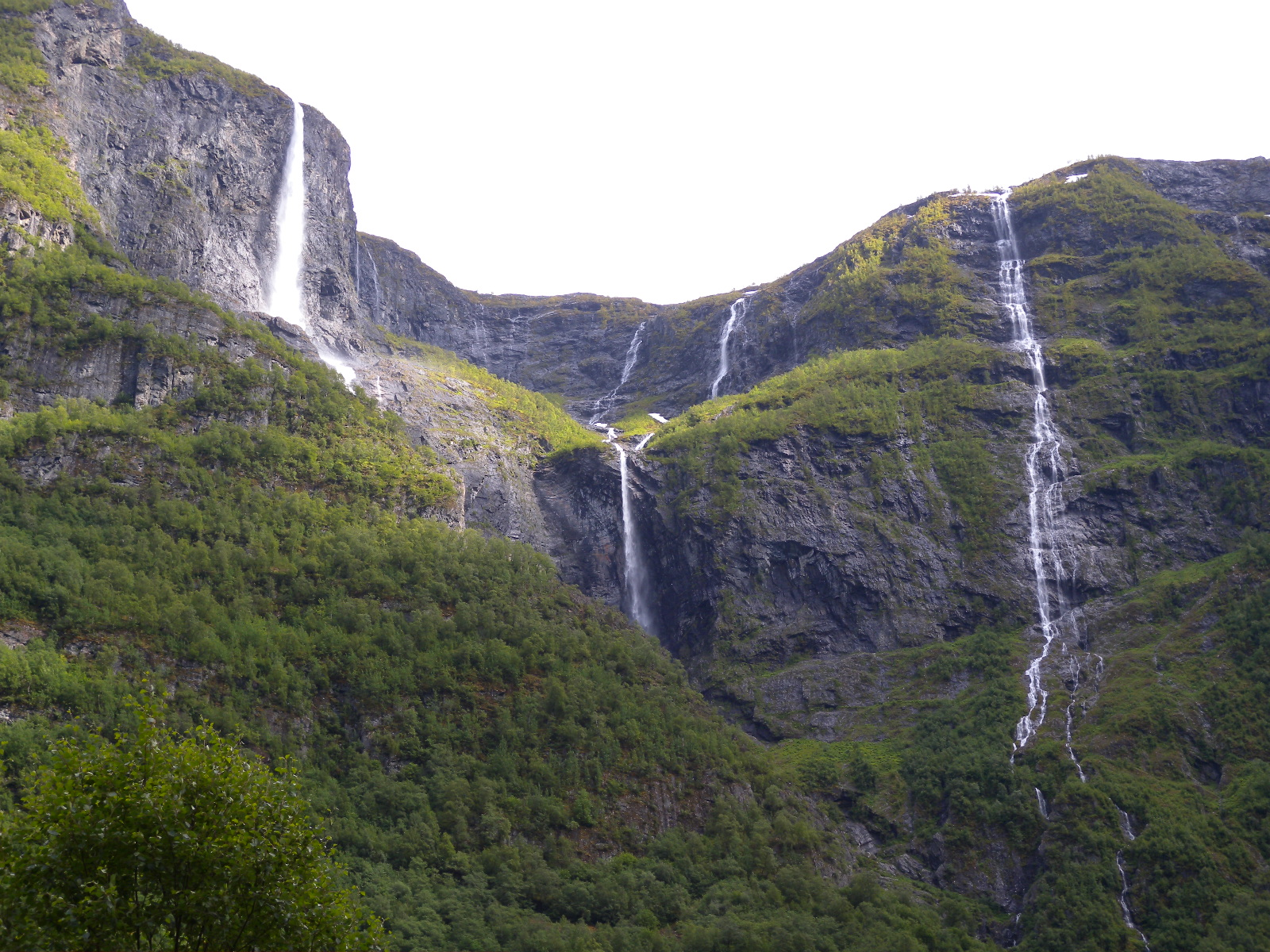
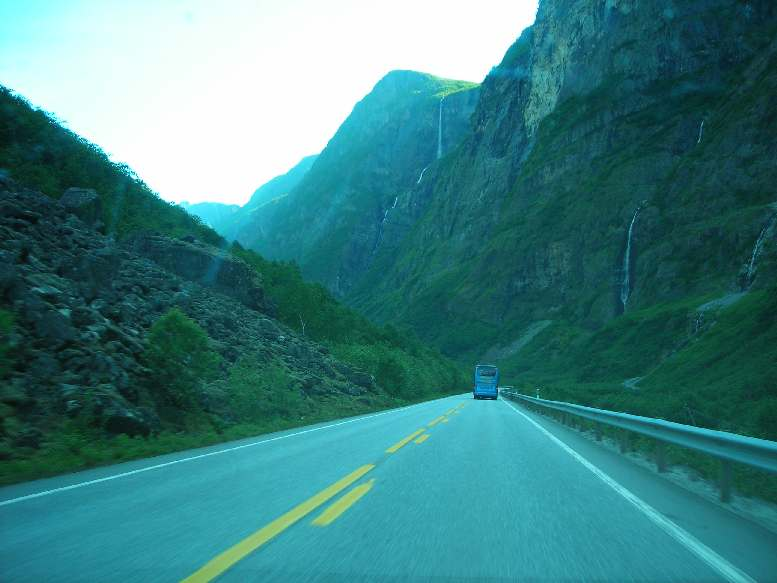